# Spolno nadlegovanje na delovnem mestu
Spolno nadlegovanje in nadlegovanje zaradi spola na delovnem mestu predstavljata velik problem današnje družbe. Najbolj pogosto je spolnega nadlegovanja deležna ženska populacija, pojav pa lahko prizadene tudi moške. Vzroke za spolno neenakost lahko pripišemo kompleksnemu družbeno-kulturnemu okolju in delovanju institucionalnih dejavnikov, ki reproducirajo strukturo družbe. Dobri odnosi med zaposlenimi, ne glede na položaj v organizaciji so pomemben dejavnik uspešnosti nekega podjetja. Smotrno, smiselno in nujno je vlagati v  varovanje dostojanstva zaposlenih na delovnem mestu. Tu pa se lahko med zaposlenimi pojavi tudi spolnost, ki je lahko sproščujoča ali pa škodljiva, organizacije pa se je ne bodo mogle nikoli znebiti. Lahko pa naredijo več za zaščito zaposlenih pred nadlegovanjem in diskriminacijo 

## Opredelitev pojava

### Definicije
Spolno nadlegovanje je ena izmed oblik trpinčenja ali mobinga. 

»Trpinčenje je vsako ponavljajoče se ali sistematično, graje vredno ali očitno negativno in žaljivo ravnanje ali vedenje, usmerjeno proti posameznim delavcem na delovnem mestu ali v zvezi z delom«.
»Spolno nadlegovanje na delovnem mestu je kakršna koli oblika neželenega verbalnega, neverbalnega ali fizičnega vedenja spolne narave z učinkom ali namenom prizadeti dostojanstvo osebe, zlasti kadar gre za ustvarjanje zastraševalnega, sovražnega, ponižujočega, žaljivega delovnega okolja«. 

»Nadlegovanje zaradi spola na delovnem mestu pa so vsa tista dejanja, ki temeljijo na družbeni moči (posmehovanje, poniževanje, zastraševanje, fizična napadalnost, sramotilno obrekovanje, žaljenje,  laži, govorice o spolnem življenju osebe, seksistične šale - vse zaradi spola osebe. 

Obstoječa literatura za obravnavano tematiko večinoma uporablja pojem spolno nadlegovanje in redkeje nadlegovanje zaradi spola.

### Osnovna delitev
Pod spolno nadlegovanje sodi :
- fizično ravnanje (nepotrebno dotikanje, trepljanje, ščipanje, drgnjenje ob telo osebe, dotikanje osebnih oblačil, las, telesa, masaža po vratu, ramenih, objemanje, poljubljanje, ponavljajoči telesni stiki po koncu razmerja, spolni napad, vsiljen spolni odnos ali posilstvo…)
- verbalno ravnanje (nedobrodošlo osvajanje, predlogi v zvezi s spolnostjo, siljenje v spolnost, ponavljajoči predlogi za zmenke, sugestivne pripombe in opazke, namigovanja, |opolzki komentarji nanašajoč se na oblačenje, telo, videz osebe, naslavljanje osebe s »punči, bejba, srček, miška, cukrček, mucek« ipd., uporaba obscenega jezika ali gest, npr. žvižganje, spreminjanje poslovnih tem v spolne, zgodbe in šale s spolno vsebino, bahanje s spolnimi podvigi, postavljanje vprašanj v zvezi z družabnim ali spolnim življenjem osebe…)
- neverbalno ravnanje ((raz)pošiljanje elektronskih sporočil, pisem, telefaksov in drugih materialov s spolno vsebino, kazanje pornografskih ali spolno sugestivnih slik ter besedil, pohotni pogledi, žaljivo spogledovanje, spolno sugestivne geste, strmenje v dele telesa osebe, tesno približevanje, kadar govorimo, npr. nagibanje čez hrbet sedeče osebe…)

#### Najpogostejši vzorci vedenja
Vzorci vedenja, ki jih uvrščamo pod spolno nadlegovanje se lahko kažejo v nedolžnih, nerazpoznavnih oblikah, preidejo pa lahko do  očitnih, že kaznivih dejanj. Med desetimi najpogostejšimi oblikami   so: 
- Poskus ali izvršitev posilstva
- Siljenje k spolnim uslugam
- Nezaželeno namerno dotikanje
- Naslanjanje
- Ščipanje
- Potiskanje v kot
- Nezaželeni spolno sugestivni pogledi in kretnje
- Nezaželena pisma
- Telefonski klici in materiali s spolno vsebino
- Vsiljevanje zmenkov in nezaželeno spolno obarvano draženje, šale, pripombe, vprašanja

## Zgodovina

### Prva poimenovanja
Termin spolno nadlegovanje na delovnem mestu je sredi sedemdesetih let 20. stoletja oblikovala Catherine A. MacKinnon, profesorica michiganske pravne fakultete (University of Michigan Law School). Od takrat se nanaša na številne različne, na spolu temelječe interakcije na delovnem mestu. 

Leta 1974 je termin uporabila skupina žensk na Univerzi Cornell (Cornell University), ko so spregovorile o nadlegovanju kolegic, ki so dale odpoved zaradi neželenih dvorjenj s strani njihovih nadrejenih.

### Začetki nadlegovanja v sferi dela
Obravnavanje spolnega nadlegovanja je relativno novo, pojav pa je starejši ter sega v čas industrijske revolucije, ko so ženske bolj množično vstopile v sfero plačanega dela.
Moška meščanska družba med letoma 1840 in 1850 v Združenem kraljestvu je javno obsojala izvenzakonsko spolnost. Plačano delo žensk naj bi po njihovem mnenju spodbujalo njihovo spolno udejstvovanje, nemoralo (npr. pijančevanje) in je bilo zato še bolj obsojano. Tovarne naj bi spodbujale tudi spolni stik med delavci in delavkami ter med delavkami in lastniki tovarn.
Vprašanje ženske seksualnosti in nadlegovanje žensk s strani moških je bilo povezano s takratno birokracijo. V šestdesetih letih 19. stoletja v ZDA so nadzorniki državne zakladnice spolno nadlegovali uradnice in širili miselnost, da je takšna zaposlitev tista, ki je pokvarila ženske. Sprejetje žensk v vladne uradniške vrste naj bi bil njihov prvi korak k uničenju. Delavke so bile ob samem začetku industrijskega razvoja poleg vseh oblik izkoriščanja, ki so jim bili izpostavljeni vsi zaposleni, podvržene še spolnemu izkoriščanju.
Konec 19. stoletja so začeli poudarjati odgovornost delodajalcev, da zagotavljajo varno delovno okolje, ustanovljena je bila tudi preiskovalna komisija. Predsodki, ki so se pojavljali v 19. stoletju (da ženske ne sodijo v sfero plačanega dela) pa so pogosto živi tudi v sodobnem svetu.

### Feministična gibanja in ideje
V sedemdesetih letih 20. stoletja se je v ZDA začelo žensko gibanje t. i. drugi val feminizma. Takrat je zakonodaja prepovedala diskriminacijo zaradi spola, ki se je na začetku nanašala le na neenako obravnavo žensk in moških na delovnem mestu v smislu ugodnosti (plača, napredovanje). Kasneje so se kot kazniva začela šteti tudi škodljiva ravnanja zaradi spola oz. spolna nadlegovanja. 

Zgodnja feministična kriminologija spolno nadlegovanje opisuje kot prenos moške nadvlade iz sfere doma v javno sfero, v sfero dela. Ker je veliko žensk vstopilo v javno delovno sfero, jim je tja sledilo tudi nasilje. Ženske so bile razumljene kot spolni objekt bodisi za razpolavljanje (je enako prava ženska) bodisi za spolno uživanje (je enako nemoralna ženska). Vloga razpolavljanja je zasebna, vloga spolnega užitka pa je javna. S tem, ko so  ženske stopile v javno sfero, se je razumelo, da so »javne«.
Feministke konec sedemdesetih let 20. Stoletja v ZDA so trdile, da je spolno nadlegovanje v večji meri oblika nasilja kakor spolnega zanimanja. Spolno nadlegovanje so označile kot ekonomsko posilstvo.
Spolno nadlegovanje na delovnem mestu naj bi izhajalo iz patriarhalnih odnosov, ne iz kapitalizma. Nastalo je iz potrebe, da moški nadzorujejo žensko delo. Spolno nadlegovanje na delovnem mestu je spolna diskriminacija, ker izraža in krepi žensko družbeno neenakost v primerjavi z moškimi. Feminizem spolno nadlegovanje definira kot oviro pri dostopu žensk do trga dela.
Moški nadlegujejo ženske, ker kulturni predsodki o primernih spolnih vlogah vodijo moške, da obravnavajo delavke najprej kot spolna bitja, šele nato kot prinašalke dohodka. Moški ne nadlegujejo samo zato, ker imajo moč za to, ampak tudi, ker nimajo moči ali ker se jo bojijo izgubiti, saj ženske zasedejo prevladujoče moška delovna mesta. Spolno nadlegovanje ti moški uporabljajo kot način podrejanja žensk ali njihovega skupinskega izgona. Gre za poskus krepitve oslabljene moči in ponovne postavitve žensk v tradicionalne vloge. S spolnim nadlegovanjem naj bi moški ohranjali moško hierarhijo in se samo-nagrajevali. Ženske so pri tem v neugodnem in nezavidljivem položaju: če skušajo prekiniti tradicionalne ženske spolne vloge (vstop v tradicionalne moške poklice) so lahko žrtve nadlegovanja kot sredstva zavračanja. Če ohranijo tradicionalne ženske vloge (oblačenje na ženski način, zaposlovanje na ženskih tradicionalnih mestih) lahko pritegnejo spolno pozornost,  ki preusmeri pozornost od njihovega delovnega statusa na status spolne družice. Obe obliki nadlegovanja služita ohranjanju "statusa-quo" moški nadvladi.

## Dejavniki, ki vplivajo na spolno nadlegovanje

### Družbena moč
Družbena moč je v zahodni civilizaciji že od nekdaj  neenakomerno porazdeljena v korist moških. Uspeh posameznih žensk zanemarljivo vpliva na družbeni položaj ženskega spola, tudi seksistični pritiski in moška vodilnost se ne zmanjšujejo. Moško-središčnost še ni izkoreninjena. Moškost je osredotočena na konstrukcijo moči in nadvlade. Socialna Moč in spol sta tako glavni vprašanji spolnega nadlegovanja. 
Družbena moč je torej pomemben dejavnik nasilja nad ženskami. Mehanizmi učinka moči med dvema osebama z različno močjo so nejasni-težko razločimo ali gre za žrtvino zavedanje manjše moči, storilčevo zavedanje večje moči ali za kombinacijo obojega.

Spolno nadlegovanje se bo bolj verjetno pojavilo, ko imajo ženske manj družbene moči in so družbeno izolirane. 

Različna stopnja družbene moči se kaže tudi v majhnem številu prijavljenih primerov spolnega nadlegovanja. Ženske s t. i. razvitimi podpornimi sistemi bolj verjetno ukrepajo in nadlegovanje prijavijo. Tisti, ki ne ukrepajo po formalni poti, s svojo nedejavnostjo prispevajo k prepričanju, da ni mogoče nič narediti ali da bodo deležni maščevanja, če se bodo pritožili.

### Kultura
Naša kultura naj bi učila moške, da pridobivajo in izvajajo moč nad drugimi in so posledično ponosni na svoj uspeh. 
 
V času, ko se je življenjski prostor žensk omejeval na sfero doma, je bila njihova vloga za delovanje vsake družbe zelo pomembna. S tem pa se je opravičevala njihova družbena nemoč izven doma in izključenost iz celotne javne sfere.  Podrejenost žensk v družbi se opravičuje z nenadomestljivostjo žensk kot tistih, ki ustvarjajo nov »človeški material«. S tem pa se avtomatsko poudari zaupanje v ustreznost družbene strukture z moškimi na čelu.

### Socializacija
Moški v času socializacije dobijo lastnosti, ki jih družba ocenjuje kot pozitivne, ženske pa dobijo lastnosti z negativnim predznakom in niso nagrajevane. Možnost, da ženska doživlja nasilje je večja, če je njena identifikacija s kategorijo ženska popolnejša 

### Občutek ogroženosti pri moških
Vzrok za spolno nadlegovanje morda ni v individualiziranih moških poskusih, da bi uveljavili nadvlado nad individualno žensko, ampak v so-konstrukciji moških identitet s strani moških. Ena od gonilnih sil takšnega vedenja bi bile lahko moške izkušnje njihovih delovnih mest kot prizorišč »pomehkuženja« zaradi discipline in hierarhije s strani drugih, nadrejenih moških na delovnem mestu. Ko moški skušajo ponovno uveljaviti moške privilegije nasproti tem organizacijam, so ženske oboje: njihove žrtve in njihove sozarotnice (v njihovi identifikaciji z moškimi kot delavci). Takšno dvojno vlogo ženske povežemo z neuravnoteženo porazdelitvijo družbene moči med oba spola. Moški na ne-vodilnih položajih imajo kljub pomanjkanju moči na svojem delovnem mestu še vedno več moči kakor ženske na istih položajih. Obenem pa potrebujejo ženske v vlogi sozarotnic za poskuse uveljavljanja moči nasproti moškim na vodilnih položajih. Spolno nadlegovanje naj bi bila osrednja dinamika in ne na spolu temelječa [[sovraštvo|sovražnost}}, ki temelji na izvajanju moči nad ženskami. 

Izboljšanje družbeno-ekonomskega položaja žensk lahko poveča stopnjo (spolnega) nasilja nad ženskami. Ogroženi moški namreč uporabijo nasilje, da zopet uveljavijo svojo zmanjšano patriarhalno moč in avtoriteto nad ženskami.

### Organizacijski dejavniki
Pri raziskovanju spolnega nadlegovanja so pomembni organizacijski dejavniki (ali ima organizacija izjavo o politiki proti spolnemu nadlegovanju in stopnjo strpnosti do spolnega nadlegovanja na delovnem mestu) in tudi tisti, ki na prvi pogled nimajo neposredne povezave s spolnim nadlegovanjem (organizacijska struktura, strategije za povečanje delovne učinkovitosti in dobička). 

Slednji so pomembni, ker način komunikacije v sodobnih organizacijah vpliva na občutek (ne)povezanosti zaposlenih, organizacijski (ne)pripadnost podjetju, na občutek moči. 

Izjemen pomen ima organizacijska klima: strpnost do spolnega nadlegovanja, izvajanje politike in postopkov proti spolnemu nadlegovanju, zavezanost vodilnega kadra, da se s temi problemi ukvarja. 

Sodobni načini nadzora zaposlenih pomenijo tudi nadzor neprofesionalnega obnašanja ali spolnega nadlegovanja. 

Socialna povezanost, strukturalno razlikovanje, decentralizirano odločanje in formalizacija zmanjšujejo obseg nadlegovanja, saj se zaposleni v takšni organizaciji čutijo dovolj močni in zavezani k ščitenju drug drugega in sebe pred spolnim nadlegovanjem, obenem pa čutijo odgovornost, da sami spolno ne nadlegujejo drugih. 

Za preprečevanje in omejevanje spolnega nadlegovanja je pomembna organizacijska moč zaposlenih ter moč nadrejenih.

### Osebni dejavniki
- Zunanji  
  - Spol - Predvsem pomembna komponenta je delež spolov -  kjer so ženske v manjšini je večja možnost nadlegovanja s strani moških,večja je družbena sprejemljivost spolnega nadlegovanja,  večje so razlike v moči. Stereotipna spolna vloga žensk je tudi razlog, da odgovornost pripišemo žrtvi nadlegovanja – od žensk se pričakuje pasivnost, ranljivost, od moških agresivnost, manj ranljivosti, moč. Če se ženska upre, se ji torej avtomatično pripiše krivdo.
  - Starost - Najpogostejša starost je med 35 in 44 let, nadlegovalec je večinoma starejši.
  - Rasa  - Med žrtvami so pogosteje rasne manjšine, od rasnih stereotipov pa je tudi odvisna  resnost dojemanja nadlegovanja.
- Notranji
  - Samonadzor osebe  [1]

## Miti o spolnem nadlegovanju
Glede spolnega nadlegovanja krožijo različni miti. Nekateri izmed njih še bolj otežujejo položaj žrtve.
1. Nadlegovalci so zgolj nadrejene osebe.

- Dejstvo: Nadlegovalci so lahko nadrejene, podrejene osebe ali sodelavci.

2. Ženske so same krive, če jih spolno nadlegujejo, saj se oblačijo in vedejo izzivalno.
- Dejstvo: Ženske, ki verjamejo temu mitu, zaman poskušajo odvrniti pozornost nadlegovalca z neprivlačnim in čim manj opaznim vedenjem. Pri spolnem nadlegovanju gre namreč za izrabo moči, nadzor in ne za  spolno hotenje. Žrtve nadlegovanja zato niso vedno mlada, privlačna dekleta.

3.Veliko žensk si izmisli, da so bile spolno nadlegovane, ker se želijo komu maščevati.
- Dejstvo: Neresničnih je manj kot 1 %  prijavljenih primerov. Ženske celo takrat, ko bi bilo to povsem upravičeno, spolnega nadlegovanja običajno ne prijavljajo, ker menijo, da bo težava izginila sama od sebe.

4.»Če se delam, da se ni nič zgodilo, bo težava izginila«.
- Dejstvo: Ignoriranje pojava je neučinkovito, saj nadlegovalec najverjetneje ne bo odnehal sam od sebe.  Ignoranco se lahko razume celo kot odobravanje ali spodbudo.

5.Vsako ravnanje spolne narave je spolno nadlegovanje.
- Dejstvo: Nadlegovanje je tisto ravnanje, ki ga oseba prepozna in dojame kot nezaželeno, nedobrodošlo. Npr. samo spogledovanje med dvema osebama ni nadlegovanje, če obe le to dojemata kot želeno.

6.»Če je neko moje ravnanje zgolj šala, ga  bo tako dojela in videla tudi druga oseba«.
- Dejstvo: Ljudje enaka ravnanja zaradi različnih izkušenj in vrednot dojemamo drugače.[4]

## Profil žrtve nadlegovanja
Najpogostejše žrtve spolnega nadlegovanja so mlade, neporočene ženske, ženske z daljšim delovnim stažem, višje izobražene ženske. Te skupine so z vidika ogrožanja moči videne kot iskalke statusa in posledično predstavljajo grožnjo tradicionalni moški avtoriteti. 
 
Pogostejše žrtve so po drugi strani še pripadnice družbenih manjšin, ženske z majhno stopnjo organizacijske moči, ženske z manj delovne dobe, z nižjo stopnjo izobrazbe, ženske v feminiziranih poklicih, za katere je značilen nižji status. 

Nekatere osebe bodo pogosteje izpostavljene viktimizaciji zaradi določenih lastnosti, zaradi katerih jih okolica vidi kot ranljive ali kot nekoga, ki zasluži slabo ravnanje (izogibanje ali siljenje v konflikte, negativna čustvenost, agresivnost). Storilci pa imajo sposobnost zaznati žrtev, ki nima nikogar, ki bi jo ščitil, ali pa sama nima dovolj spretnosti, da bi se branila.

## Profil nadlegovalca
Nekateri moški spolno nadlegujejo ženske, ker se počutijo ogroženi s strani tistih žensk, ki odstopajo od tradicionalnih ženskih vlog in vstopajo v tradicionalno moške vloge.
Nadlegovalci so pogosteje starejši od žrtev, poročeni, neprivlačni, bolj izobraženi, na višjem položaju . 
 
Nadlegovalci imajo tudi pomanjkanje družbene vesti, značilno je nezrelo, neodgovorno, izkoriščevalsko vedenje, napačno zaznavajo in dojemajo dogajanje. 

Dejstvo pa je, da niso vsi moški nadlegovalci in vsi nadlegovalci niso moški, je pa res, da moški spol pri pojavu nadlegovanja prevladuje. Vseeno pa gre lahko pojav tudi v drugo smer.

### Tipologija
Obstajajo različne vrste in tipologije nadlegovalcev. Ena izmed njih deli moške na tri vrste nadlegovalcev:
1. Napačno dojemajoči nadlegovalci: Moški dojamejo ali si napačno razlagajo obleko ali vedenje ženske kot spolno provokativno. Ta vrsta nadlegovalcev napačno dojema delovno mesto kot prostor, v katerem so spolna razmerja primerna, zato sodelavke nenehno vabijo na zmenke, razpravljajo o spolnih temah. Pričakujejo tekmovalne in agresivne odnose z ženskami.

2. Nadlegovalci, ki zlorabljajo ženske: Imajo sovražna spolna prepričanja, težave z vživljanjem v poglede druge osebe, prenašajo tradicionalne predsodke o moški spolni vlogi, so zelo avtoritarni, bolj verjetni posiljevalci, spolnost povezujejo z družbeno dominantnostjo, spolne odnose vidijo kot takšne, v katerih imajo več moči. Več moči ko imajo, bolj privlačna se jim zdi ženska . Ti moški se obnašajo pro-posiljevalsko: v sebi nosijo prepričanje, da »ženske, ki se oblačijo v seksi oblačila, prosijo za posilstvo«.
3. Do žensk sovražni nadlegovalci: Ne gre za željo po spolnosti z nekom na delovnem mestu, ampak izražajo sovražne, negativne občutke do pripadnic ženskega spola. Primeri tovrstnega sovražnega naravnanja so prisotnost pornografije, uporaba slabšalnih izrazov za ženske, zasmehovanje sposobnosti žensk, sramotenje  ipd.

### Obrambni mehanizmi
Nadlegovalne osebe  uporabljajo štiri tipe obrambnih mehanizmov , ki vplivajo na interpretacijo dogajanja in vplivajo na to, ali bo neko dejanje označeno kot spolno nadlegovanje:
1. Zanikanje – oseba trdi, da se žaljiv dogodek ni zgodil in da ni naredila ničesar, kar bi zahtevalo opravičilo, zagovor, priznanje.

2.    Izgovor – oseba prizna, da se je dogodek zgodil, vendar navaja olajševalne okoliščine (nenamerno ravnanje, vpliv zunanjih :dejavnikov ipd.).
3.    Opravičevanje – oseba prizna odgovornost za storjeno dejanje, vendar se izgovarja, da je bilo v danih okoliščinah ::upravičeno, dopustno. Namen opravičevanja je sprememba interpretacije ravnanj in zmanjšanje krivde zanje bodisi z zmanjševanjem pomena ::kršenih standardov bodisi s sklicevanjem na druge standarde, ki bi prevrednotili samo obnašanje.
4.    Priznanje – oseba prizna kršitev normativnih pričakovanj drugih in svojo delno ali popolno odgovornost za dogodek.

## Reakcije žrtev
Spolno nadlegovanje se opredeljuje tudi kot reakcijo osebe, ki je deležna neželenega spolnega vedenja in ne z namenom, ki ga je imel nadlegovalec.
Reakcije lahko razvrstimo v 4 glavne tipe ):
1. Izogibanje – blag, nesamozavesten tip, ki se kaže na 3 načine:

- Nepriznavanje prizadetega, da gre za nadlegovanje (hlinjenje neprizadetosti, zmanjševanje pomena nadlegovanja)
- Preprečevanje možnosti za nadlegovanje (izogibanje potencialnemu nadlegovalcu ali kraju kjer bi lahko prišlo do nadlegovanja)
- Samopremestitev (zapustiti, premestiti delovno mesto)

2. Odstranjevanje – aktiven odnos prizadetega do nadlegovanja. Primeren je, ko izogibanje ni učinkovito, pogajanje pa bi bilo tvegano. Razločujemo:
- Pretvarjanje, prikrivanje, maskiranje (sodelovanje, šala, »pojdi se solit«, zmanjševanje učinka nadlegovanja)
- Iskanje družbene podpore (nasvet, podpora pri solidarnih delavcih, prijateljih, družini)

3. Pogajanje
- Neposredne zahteve (nadlegovalcu naj preneha, pogovor z nadlegovalcem, grožnja o javnem razkritju). Tu tvega maščevanje, izolacijo, stopnjevanje nadlegovanja:
- Strokovno poklicno posredovanje (iskanje zakonitega nasveta, svetovanje, izvedensko mnenje izven delovnega mesta). Uporabno je še posebej, ko je nadlegovalec nadrejeni.

4. Soočenje – je najbolj aktivna oblika reakcije do nadlegovalca. Nastopi, ko vse ostale oblike odpovejo in je nadlegovanje že tako moteče, da zahteva oster odziv ali, ko se nadlegovanje odvija v delovnih okoljih, v katerih organizacijska hierarhija razume spolno nadlegovanje kot upravičeno vprašanje delovnega mesta.
- Odločni, napadalni osebni odgovori (odločen jezik, fizična ustavitev, grožnja s formalno dejavnostjo)
- Organizacijska strukturna moč (iskanje formalnega nasveta, pomoči v podjetju, pritožba po kanalih, formalno razkritje nadlegovanja)

## Posledice nadlegovanja

### Za žrtve
Posledice žrtve delimo na ):
- Posledice povezane z delom: zmanjšana (samo)učinkovitost, zadovoljstvo, morala, motivacija, nižja delovna storilnost
- Psihološke: duševne motnje, negativna čustva, načeto duševno zdravje, izguba samozavesti, občutek nemoči, osamitve, depresija, razdražljivost, živčnost, motnje spanja, motnje hranjenja, nagnjenost k samomoru, posttravmatska stresna motnja, izgorelost
- Ekonomske: socialna varnost žensk, lahko pripelje do izgube delovnega mesta, slabša delovna storilnost
- Fizične: slabost, nespečnost, glavoboli, utrujenost

### Za delodajalce
Posledice, ki prizadenejo delodajalca so npr.
- zmanjšana delovna storilnost zaposlenih
- povečano izostajanja z dela oz. absentizem
- bolniška odsotnost
- potreba po menjavanju kadrov
- stroški za ozaveščanje in usposabljanje zaposlenih
- stroški dela
- druge finančne posledice

Spolno nadlegovanje torej dolgo in kratko-ročno vpliva na delovno okolje, t. j. na izvajanje nalog, delovno učinkovitost  in na zadovoljstvo zaposlenih. 

Vse to bi  moralo tržno naravnane delodajalce prisiliti k resnemu razmisleku in jih voditi do odločitve po vzpostavitvi ustrezne preventive. K ukrepanju delodajalce sili tudi zakonodaja.

## Prijave spolnega nadlegovanja

### Zakaj nadlegovani ne prijavljajo nadlegovalcev?
Ženske pogosto nekega vedenja ne označijo kot spolno nadlegovanje, saj jih je strah obsojanja (bodisi zaradi nadlegovanja bodisi zaradi pritožbe zoper nadlegovalca). Posledično ne uporabijo formalnih poti za prijavo dogodka ali več dogodkov. Prijave podajo le tiste ženske, ki jih ni strah, da jih bodo označili za krivce težav nadlegovanja. 

Zelo malo pritožb se izkaže za neutemljene, toda že npr. ena sama, ki pritegne  dovolj medijske pozornosti, lahko izniči vsa prizadevanja za varovanje dostojanstva zaposlenih in ustvarjanje prijaznega delovnega okolja. Že ena sama neutemeljena tožba pa lahko v javnosti poglobi stereotipno predstavo o »maščevalnih ženskah«, ki si spolnega nadlegovanja v resnici »želijo«.

## Stanje v Sloveniji

### Začetki
V Sloveniji se začne nasilje nad ženskami omenjati konec osemdesetih let prejšnjega stoletja, ko je nastala prva nevladna organizacija za področje nasilja nad ženskami v družini: Društvo SOS telefon za ženske in otroke - žrtve nasilja  Arhivirano 2013-07-07 na Wayback Machine.. Takrat se je na to področje tudi aktivnejše začela vključevati socialna služba. 

### Raziskovanje področja
V Sloveniji je na področju spolnega nadlegovanja na delovnem mestu relativno malo raziskav. 

Večja raziskava na reprezentativnem vzorcu je bila v zadnjem obdobju v Sloveniji opravljena leta 1999, ki jo je raziskovala slovenska sociologinja Maca Jogan, katera se veliko ukvarja s področjem nasilja na delovnem mestu. Ugotovila je, da je bila pri nas spolno nadlegovana vsaka osma ženska in vsak štirinajsti moški.  Ženske so bile najpogosteje izpostavljene žvižganju, ogledovanju, namigom, telesnim dotikom, dvoumnim opazkam (vsaka tretja). Delež moških, ki so doživeli te oblike je bil nižji (vsak šesti). 

Raziskava je ugotavljala tudi kdo nadlegovalci: Nadrejeni moški nadlegujejo ženske (33,3 %), nikoli moških. Najbolj pogosti nadlegovalci žensk so bili sodelavci (50 %). Ženske so po tej raziskavi šestkrat bolj ogrožene s strani moških sodelavcev kakor moški s strani sodelavk. Spolnega nadlegovanja s strani podrejenih na nadrejene je precej manj. Reakcije na spolno nadlegovanje so bile najpogosteje izogibanje nadlegovalcu, ignoriranje in dojemanje kot šalo. V času raziskave Slovenija še ni imela delovno pravodelovnopravne zakonodaje , ki bi izrecno prepovedovala nadlegovanje na delovnem mestu, zato je delež tistih, ki so se obrnili po  pomoč izjemno nizek - po pomoč se je obrnila le ena ženska.
Novejšo raziskavo o več oblikah nadlegovanja na delovnem mestu je leta 2007 opravil še Urad za enake možnosti . Rezultati kažejo, da je vsaka tretja ženska izpostavljena verbalnemu spolnemu nadlegovanju, vsaka šesta fizičnemu in neverbalnemu.  Nadlegovalci so bili tudi v tem primeru najpogosteje sodelavci. Najpogostejše reakcije pa so bile šala, nelagodje, molk, zahteva po prenehanju.
Podobne rezultate kažejo tudi številne evropske in ameriške raziskave.

### Pravna ureditev področja
Slovenija je podpisnica številnih mednarodnih dokumentov (Organizacija združenih narodov-OZN, Svet Evrope), s katerimi se je zavezala k izboljšanju položaja žensk in doseganju enakosti spolov. K urejanju tega področja Slovenijo zavezujejo tudi direktive Evropske Unije.
Slovenska zakonodaja, ki opredeljuje spolno ali drugo nadlegovanje je relativno nova. Zakon o delovnih razmerjih, ki prepoveduje spolno nadlegovanje na delovnem mestu, je stopil v veljavo leta 2003 (spremenjen pa je bil leta 2007).
Spremenjeni zakon iz leta 2007 za delodajalce zahteva večjo odgovornost zagotavljanja okolja brez spolnega nadlegovanja in podaja definicijo le tega :
Člen 6a: 
 
»Spolno nadlegovanje je kakršna koli oblika neželenega verbalnega, neverbalnega ali fizičnega ravnanja ali vedenja spolne narave z učinkom ali namenom prizadeti dostojanstvo osebe, zlasti kadar gre za ustvarjanje zastraševalnega, sovražnega, ponižujočega, sramotilnega, žaljivega okolja. Spolno nadlegovanje se šteje enako kot po direktivi 2006/54/ES za diskriminacijo. Odklonitev spolnega nadlegovanja s strani prizadetega delavca ne sme biti razlog za diskriminacijo pri zaposlovanju in delu«.
Člen 6.a ne prepoveduje samo spolnega in drugega nadlegovanja, ampak tudi trpinčenje. 
»Trpinčenje je vsako ponavljajoče se ali sistematično, graje vredno ali očitno negativno in žaljivo ravnanje ali vedenje, usmerjeno proti posameznim delavcem na delovnem mestu ali v zvezi z delom«.:
Člen 45 pa zahteva: 
 
1) »Delodajalec je dolžan zagotavljati tako delovno okolje, v katerem noben delavec ne bo izpostavljen spolnemu nadlegovanju ali trpinčenju s strani delodajalca, predpostavljenih ali sodelavcev. Sprejeti mora ustrezne ukrepe za zaščito delavcev pred spolnim nadlegovanjem oz. trpinčenjem na delovnem mestu«. 
 
2)»Če delavec v primeru spora navaja dejstva, ki opravičujejo domnevo, da je delodajalec ravnal v nasprotju s prvim odstavkom, je dokazano breme na strani delodajalca«. 

3)»V primeru nezagotavljanja varstva pred spolnim nadlegovanjem ali trpinčenjem v skladu s prvim odstavkom, je delodajalec delavcu odškodninsko odgovoren po splošnih pravilih civilnega prava«.
Dopolnjen zakon iz leta 2007 je za delodajalce zavezujoč, nalaga jim sprejem ukrepov za zaščito zaposlenih pred spolnim in drugim nadlegovanjem ter trpinčenjem. 
 
Zakon natančno ne določa kakšni so ukrepi za zaščito zaposlenih pred temi vrstami nasilja, delodajalci imajo tako pri sprejemanju ukrepov precej proste roke. Delodajalec je torej tisti, ki mora sprejeti zaščitne ukrepe in dokazati, da je naredil vse, da do spolnega nadlegovanja ne bi prišlo.
Zakon pozna sankcije tudi za nadlegovalce.
88. člen med razlogi za redno odpoved pogodbe o zaposlitvi s strani delodajalca navaja tudi kršenje pogodbenih obveznosti oz. krivdne razloge,  kamor spada tudi spolno nadlegovanje. Delodajalec mora nadlegovalcu  podati odpoved najkasneje v 60 dneh ugotovitve utemeljenega razloga in najkasneje v šestih mesecih od nastanka utemeljenega razloga.
112. člen Zakona o delovnih razmerjih pa dovoljuje tudi žrtvi  podati izredno odpoved pogodbe o zaposlitvi v osmih dneh po tem, ko je le ta pisno obvestila delodajalca o lastni ogroženosti, delodajalec pa ji ni zagotovil ustrezne zaščite in varnosti pred spolnim nadlegovanjem. Zaposlena je v tem primeru upravičena do odpravnine, odškodnine. Pri uporabi tako drastičnega ukrepa, kot je podaja odpovedi, pa je potrebno dobro preučiti pravne in druge posledice takšne odločitve.

## Preprečevanje in zmanjševanje pojava

### Učinkoviti pristopi
V slovenskem prostoru je prisotno vsestransko pomanjkanje  konstruktivnih pristopov za zmanjševanje in odpravljanje spolnega nadlegovanja na delovnem mestu kot so ozaveščanje, zavarovanje integritete in dostojanstva zaposlenih, sankcije za nadlegovalce, institucionalni nadzor, odpravljanje problemov… 

Organizacije ne morejo ustaviti nadlegovalcev, če se žrtve ne pritožijo, delež teh pa je izredno nizek. 
 
Pred razvojem politike proti spolnemu nadlegovanju je potrebno v organizaciji najprej izvesti raziskavo z namenom lažjega razumevanja obsega tega problema.

### Politika proti spolnemu nadlegovanju
Politika proti spolnemu nadlegovanju v vsaki organizaciji učinkuje različno, povsod pa naj bodo vključeni naslednji elementi :
- Zaveza organizacije za delovno okolje brez nadlegovanja
- Definicija spolnega nadlegovanja na delovnem mestu in navajanje ustrezne zakonodaje
- Primeri vseh oblik spolnega nadlegovanja (blagi, srednji, hudi)
- Pokritost oz., da so spolnega nadlegovanja lahko obtoženi tako nadrejeni kot sodelavci in podrejeni
- Obveznosti vodstvenega in vodilnega kadra za izvajanje in uveljavljanje te politike
- Spodbuda žrtvam za prijavo
- Formalni in neformalni postopki pristopa
- Zagotovilo anonimnosti, zaupnosti
- Izjava, da je zlonamerno  prijavljanje primerov nezakonito
- Splošen opis sankcij za kršitelje
- Ustrezni dogovori s sindikati
- Postopek obravnavanja zlonamernih obtožb
- Razlaga politike vsem zaposlenim
- Razlaga postopka pritožbe vsem zaposlenim
- Usposabljanje vodilnega in vodstvenega kadra za ohranjanje delovnega okolja brez nadlegovanja
- Spreminjanje organizacijske kulture (po potrebi)
- Zaveza kadrovskih služb, da postanejo t. i. svetovalne osebe in se odzivajo na prijave

### Podajanje prijave
Ker delodajalci pogosto popuščajo pri izvajanju politike proti spolnemu nadlegovanju, se priporočata dve novi strategiji za podajanje prijave: 
a) Zagotovitev mreže svetovalnih in preiskovalnih oseb-zaupnih oseb (neodvisne osebe, izven organizacijske strukture), da imajo žrtve različne možnosti, ko vložijo pritožbo.
b) Izvajanje neformalnega pritožbenega postopka (izogibanje ponižujočim postopkom, strahu,  možnosti šikaniranja) z opozorilom nadlegovalcu naj z dejanjem preneha in ga opozori o morebitnih posledicah v primeru nadaljevanja.:

### Ozaveščanje kot preventiva
Kot preventivna dejavnost je izrednega pomena ozaveščanje. Gre za ozaveščanje v smislu prepoznavanja pojava, vedenja, da to ni nujna sestavina delovnega okolja, poznavanje pravic in dolžnosti, ozaveščanje delodajalcev o njihovih obvezah, ozaveščanje o tem, da je meja o tem kaj spolno nadlegovanje je oz. ni, individualno določena (razen v primeru hujših oblik, kot so npr. otipavanje, spolni napad oz. posilstvo, ki sta že sami po sebi kaznivi dejanji).

## Kaj lahko stori žrtev?
Splošnega recepta kaj narediti v primeru spolnega nadlegovanja  ni, možne rešitve za žrtve pa so :
- Reči »ne!« – žrtev da nadlegovalcu jasno vedeti (kadar je to možno), da je zanjo takšno ravnanje neželeno, žaljivo, nesprejemljivo, izrazi željo, oz. zahtevo, da se dejanje preneha.
- Pogovor s sodelavko oz. sodelavcem – žrtev oceni ali ji bo ta oseba nudila pomoč ali je ne bo jemala resno. Zaupati nekomu iz delovnega okolja je pozitivno zaradi verjetnosti, da nadlegovana oseba ni edina žrtev istega nadlegovalca. Sodelavec/ka lahko priskrbi ustrezne informacije za nudenje pomoči.
- Pogovor s sorodnikom, prijateljem -  podporna mreža spodbudi prijavo s strani žrtve.
- Obvestiti nadrejenega -  Žrtev mu/ji mora zaupati. Nadrejeni lahko za začetek ukrepa po neformalni poti.
- Zapisovanje dejstev – kaj, kdaj, kje se je zgodilo, morebitne priče, počutje, vse detajlne informacije in zbiranje morebitnega dokaznega materiala. Vse to se uporabi proti nadlegovalcu v primeru formalnega postopka
- Sprožitev formalnega postopka znotraj organizacije -  pri zaupni osebi ali pritožbeni komisiji v primeru, da je organizacija pristopila k preprečevanju in reševanju problematike in sprejela ustrezne ukrepe.
- Poiskati pomoč pri sindikatu – če je oseba član in če oni lahko nudijo ustrezne oblike pomoči.
- Obvestiti inšpektorat za delo – ta skrbi za nadzor nad izvajanjem zakona o delovnih razmerjih (45. Člen proti spolnemu nadlegovanju na delovnem mestu).
- Obvestiti policijo – v primeru zelo hudega oz. kaznivega dejanja (posilstvo, napad).
- Poiskati pomoč pri nevladni organizaciji  -  nudenje psiho-socialne pomoči in zagovorništva.